# 拉圭拉
拉圭拉（阿拉伯語：الگويرة）是位于西撒哈拉最南端大西洋沿岸的废弃城镇，地处拉斯努瓦迪布半岛西侧。该半岛被毛里塔尼亚与西撒哈拉边界一分为二，西距努瓦迪布市15公里。该名称亦指代阿尔及利亚西南部撒哈拉难民营的“代拉”行政区。
作为西撒哈拉最南端的城镇，拉圭拉地处盖尔盖拉特摩洛哥墙以南约65公里处，现已被完全废弃。
截至2002年，该城镇仍处于废弃状态，部分区域已被沙丘半掩埋。当时仅有极少数伊姆拉根族渔民在此居住，并由毛里塔尼亚军事哨所驻守，不过该地区并不属于毛里塔尼亚领土范围。